# Cúp bóng đá nữ Moldova
Cúp bóng đá nữ Moldova là giải bóng đá nữ thường niên ở Moldova. Giải khởi tranh từ năm 1997.

## Danh sách trận chung kết
Đây là danh sách các trận chung kết:
| Mùa giải  | Vô địch                  | Kết quả                | Á quân                   |
| --------- | ------------------------ | ---------------------- | ------------------------ |
| 1996–97   | Codru Chişinău           | 2–0                    | Făclia Anenii Noi        |
| 1997–98   | Făclia Anenii Noi        | 1–1 (5–4 pen.)         | Constructorul Chișinău   |
| 1998–99   | Constructorul Chișinău   | 6–1                    | Făclia Anenii Noi        |
| 1999–2000 | Tiras Tiraspol           | 2–0                    | Făclia Anenii Noi        |
| 2000–01   | Codru Anenii Noi         | 5–0                    | Făclia Chișinău          |
| 2001–02   | Codru Anenii Noi         | 5–0                    | Gloria Chișinău          |
| 2003–04   | Codru Anenii Noi         | 5–0                    | Green Team Chișinău      |
| 2004–05   | Codru Anenii Noi         | 3–0                    | Narta Chișinău           |
| 2005–06   | Narta Chișinău           | 3–0                    | Moldova Mândreşti        |
| 2006–07   | Narta Chișinău           | 3–0                    | Moldova Mândreşti        |
| 2007–08   | Narta Chișinău           | 3–0                    | Roma Puhăceni            |
| 2008–09   | Narta Chișinău           | 1–0                    | Roma Puhăceni            |
| 2009–10   | PGU ȘS4-FC Alga Tiraspol | 1–1 (6–5)              | Roma Puhăceni            |
| 2010–11   | Goliador Chişinău        | 1–0 h.p.               | UTM Chişinău             |
| 2011–12   | Noroc                    | 10–1                   | ŞS Bălţi                 |
| 2012–13   | PGU ȘS4-FC Alga Tiraspol | 1–1 (4–3 sút luân lưu) | Goliador Chişinău        |
| 2013–14   | Noroc Nimoreni           | 2–1                    | Narta Chișinău           |
| 2014–15   | PGU ȘS4-FC Alga Tiraspol | 1–1 (4–2 pen.)         | Noroc Nimoreni           |
| 2015–16   | Noroc Nimoreni           | 2–0                    | PGU ȘS4-FC Alga Tiraspol |

## Thành tích theo câu lạc bộ
| Câu lạc bộ               | Số lần vô địch | Năm vô địch                        |
| ------------------------ | -------------- | ---------------------------------- |
| Codru Anenii Noi         | 4              | 2000–01, 2001–02, 2003–04, 2004–05 |
| Narta Chişinău           | 4              | 2005–06, 2006–07, 2007–08, 2008–09 |
| PGU ŞS4-FC Alga Tiraspol | 3              | 2009–10, 2012–13, 2014–15          |
| Noroc Nimoreni           | 3              | 2011–12, 2013–14, 2015–16          |
| Codru Chişinău           | 1              | 1996–97                            |
| Făclia Anenii Noi        | 1              | 1997–98                            |
| Constructorul Chișinău   | 1              | 1998–99                            |
| Tiras Tiraspol           | 1              | 1999–2000                          |
| Goliador Chişinău        | 1              | 2010–11                            |